# Morfogenese
Morfogenese (uit het Oudgrieks morphê (vorm) en genesis (ontstaan, creatie), letterlijk het "ontstaan van de vorm") is het biologisch proces waardoor een organisme zijn vorm ontwikkelt. Het is een van de drie fundamentele aspecten van de ontwikkelingsbiologie, samen met de controle van celgroei en celdifferentiatie. Het proces van morfogenese regelt de georganiseerde ruimtelijke verspreiding van cellen tijdens de embryonale ontwikkeling van een organisme.

De morula van een muis

## Morfogenen
De positie van elke cel langs de lichaamsassen wordt bepaald door specifieke hoxgenen. Wanneer de homeotische genen tot expressie komen, start de patroonvorming. Homeotische genen coderen vaak voor transcriptiefactor-eiwitten. Deze beïnvloeden de ontwikkeling door de downstream-gennetwerken die betrokken zijn bij de lichaamspatronen te reguleren.
De concentratie van de morfogenen (in elk segment) bepaalt de positie van de cel langs de lichaamsassen.